# 耿葳
耿葳（1990年10月31日—），中華民國政治人物，中國國民黨籍，2018年起擔任臺北市議會議員（大安區、文山區）。

## 生平
耿葳出生於新北市。姑姑厲耿桂芳為前臺北市議員。伯父為現任中華民國退休警察人員協會總會理事長耿繼文。母親詹麗玲亦曾任姑姑厲耿桂芳辦公室助理。她擁有國立臺灣師範大學教育學系學士、約翰霍普金斯大學商學碩士學位。
擔任市議員任內，其關注市政面向涵蓋硬體建設、社福政策。2020年12月，她首先揭發陽明山國家公園內之水牛因營養不良死亡。

## 選舉紀錄
| 年度 | 選舉屆數               | 選舉區           | 所屬政黨   | 得票數 | 得票率 | 當選標記 | 備註 |
| ---- | ---------------------- | ---------------- | ---------- | ------ | ------ | -------- | ---- |
| 2018 | 第十三屆臺北市議員選舉 | 臺北市第六選舉區 | 中國國民黨 | 17,042 | 5.78%  |          |      |
| 2022 | 第十四屆臺北市議員選舉 | 臺北市第六選舉區 | 中國國民黨 | 11,603 | 4.07%  |          |      |

## 外部連結
- 耿葳的Instagram帳戶